# Frères Busson
Pour les articles homonymes, voir Busson.
Les frères Busson sont une fratrie lorientaise tuée pendant la Première Guerre mondiale : Tous les trois ont préparé Saint-Cyr à l'Ecole Sainte Geneviève de Paris, Seul Joseph, l'aîné réussit le concours d'entrée à Saint Cyr, Louis étant réformé pour myopie. La ville de Lorient leur a rendu hommage à l'occasion du centenaire de 1914.
- Le chef de bataillon Joseph Busson (1875-1918), Saint-Cyrien commandant le 3e BILA (Bataillons d'infanterie légère d'Afrique), trouve la mort à Courcy le 1er mars lors de l'offensive du Chemin des Dames[3].
- Le capitaine Lucien Busson (1880-1914)[4] du 5e régiment d'infanterie, officier d'infanterie, meurt le 14 septembre au nord de Reims.
- L'ingénieur Louis Busson (1883-1916) : Réformé, il ne peut devenir officier comme ses frères. il devient ingénieur de l'École Centrale, il dirige l'usine de gaz de Sedan d'août 1913 à juillet 1916. Il fait partie d'un groupe de résistants à Sedan qui fournit des renseignements aux armées alliée[5]. En 1957, plus de quarante ans plus tard, Jean Brègi et Maurice Wiette, participants de ce groupe citent les noms des membres dont ils se souviennent, « mettent en tête » Louis Busson [6]. Probablement dénoncé, Il est condamné à mort par les Allemands et fusillé le 13 juillet 1916. Il ferait ainsi partie des 8 000 résistants français de la Grande Guerre[7]. Il obtient le grade de Chevalier de la Légion d’honneur, à titre posthume[8].

## Hommage
La rue des Trois-Frères-Busson, à Lorient, dans le département du Morbihan, a été créée et nommée ainsi à la mémoire des trois frères en 2012.
De même, une rue de Sedan a été nommée en hommage à Louis Busson.